# Nimbaphrynoides
Nimbaphrynoides är ett släkte av groddjur. Nimbaphrynoides ingår i familjen paddor.
Kladogram enligt Catalogue of Life:
| Nimbaphrynoides | \| \| Nimbaphrynoides liberiensis \| \| \| \| \| \| Nimbaphrynoides occidentalis \| \| \| \| |
|                 | \| \| Nimbaphrynoides liberiensis \| \| \| \| \| \| Nimbaphrynoides occidentalis \| \| \| \| |
|                 | Nimbaphrynoides liberiensis                                                                  |
|                 |                                                                                              |
|                 | Nimbaphrynoides occidentalis                                                                 |
|                 |                                                                                              |